# Tequeño

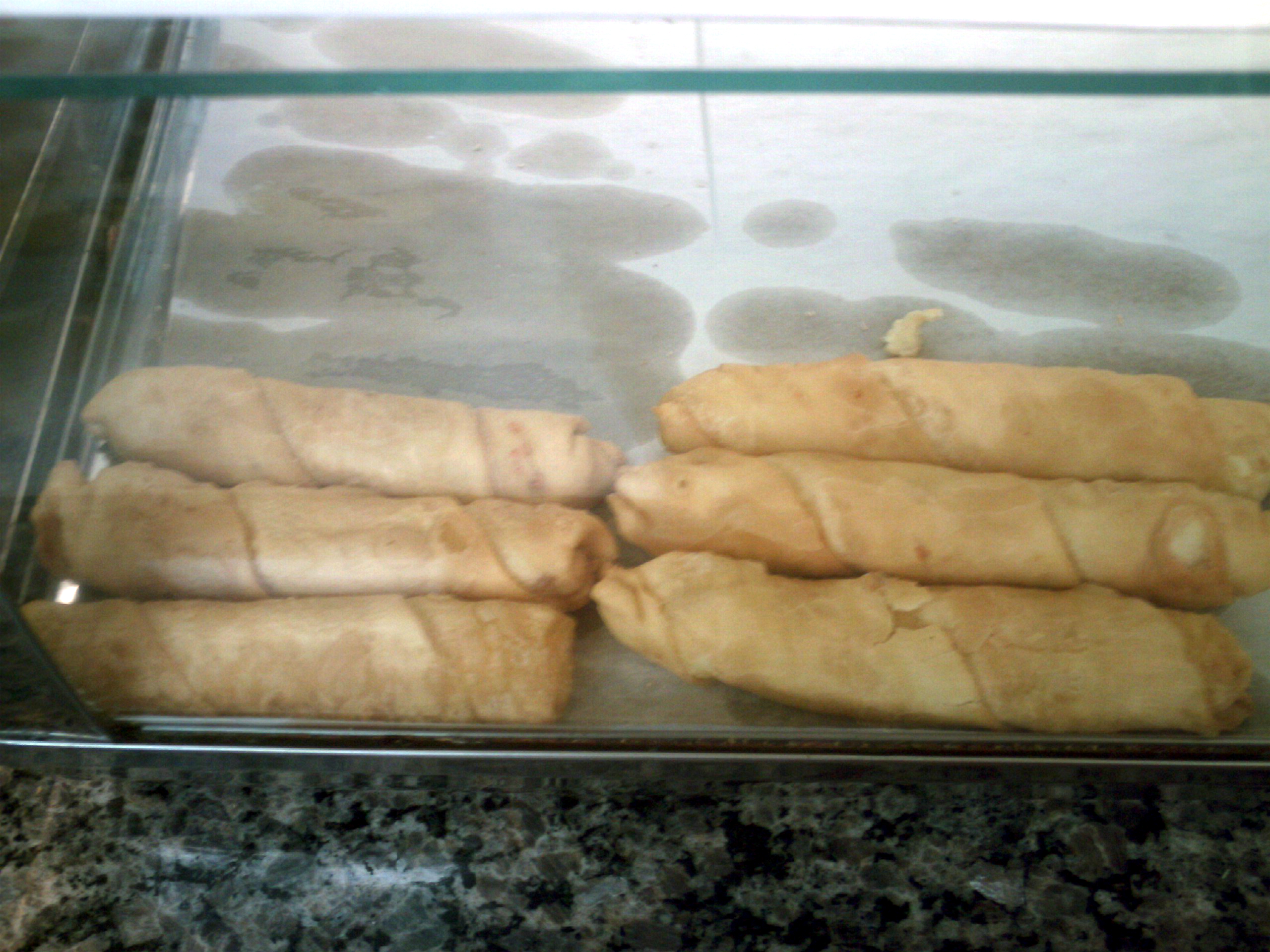
Tequeños

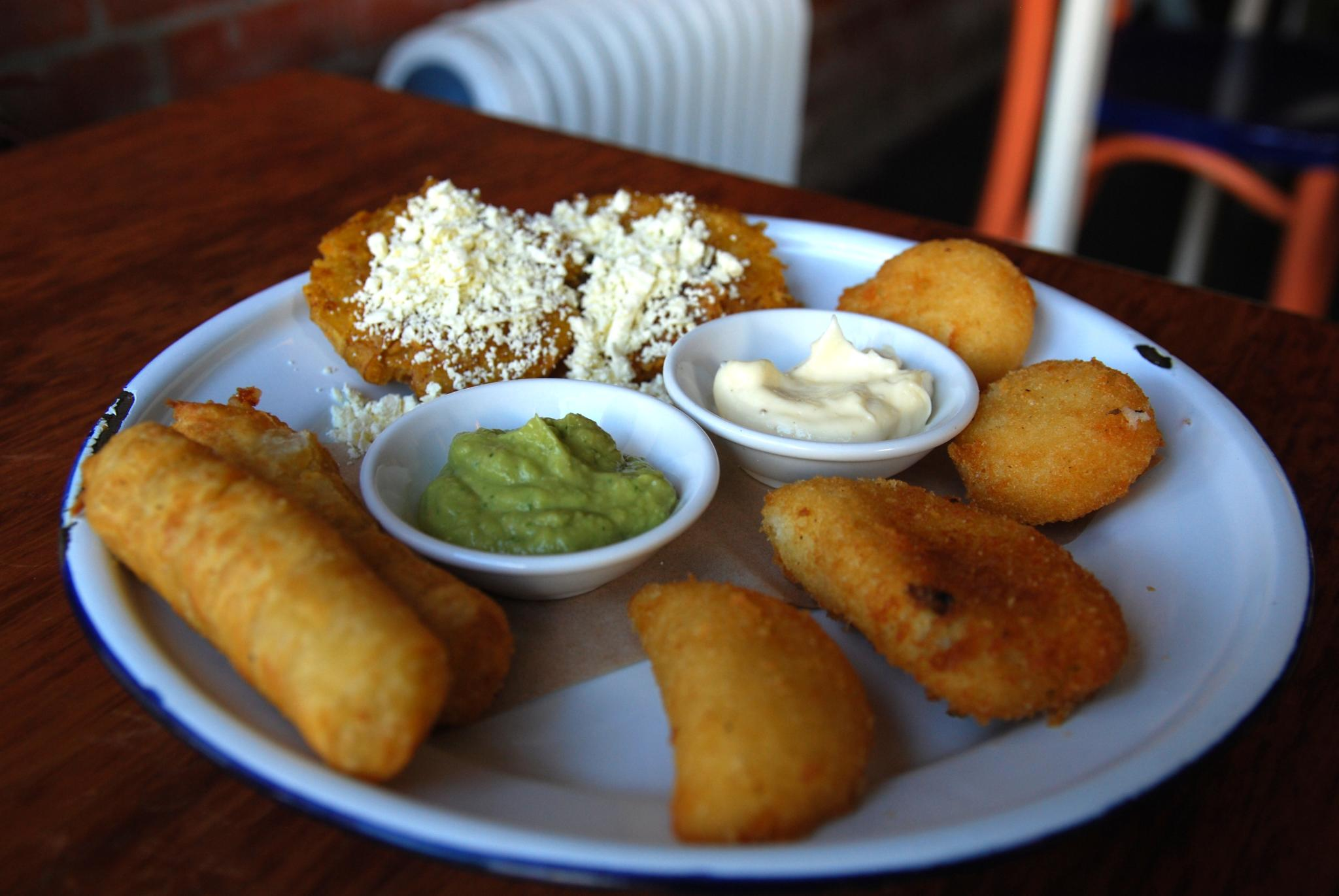
Mexikanische Vorspeisenplatte, Tequeños vorne links

Tequeño, auch bekannt als Dedito de Queso oder Palito De Queso ist ein in Südamerika gängiger, frittierter, panierter Käsestab oder ein mit Queso blanco oder anderem Käse gefüllter Spieß aus Brotteig.

## Etymologie und Geschichte
Tequeños stammen aus Venezuela. Es gibt viele Theorien und Legenden zum Ursprung ihres Namens. Eine besagt, dass sie nach Los Teques benannt sind, wo sie in der Küche einer der reichen dort lebenden Familien erfunden wurden. Nach einer anderen Theorie stammt die Speise aus der Hauptstadt Venezuelas, Caracas, des 19. Jahrhunderts.

## Zubereitung
Der geformte Brotspieß wird typischerweise für sechs Minuten in ca. 200 ℃ heißem Öl frittiert oder im Ofen gebacken. Tequeños werden zum Frühstück gegessen, als Vorspeise oder Beilage serviert oder als Snack auf Feiern gereicht. Sie sind in den meisten lateinamerikanischen Ländern populär und können dort in vielen Lebensmittelläden gekauft werden.

## Varianten
Peruanische Tequeños haben einen knusprigen Teigmantel ähnlich dem von Frühlingsrollen und können statt mit Käse auch mit anderen Füllungen, z. B. Schinken, hergestellt werden. Sie werden gern mit Guacamole serviert.